# 西讃府史
『西讃府志』（せいさんふし）は、幕末に成立した讃岐国西部の地誌。

## 概略
江戸時代後期の天保10年（1839年）、丸亀藩の命令を受けた那珂郡櫛梨村の秋山椎恭（あきやまこれたか）、丸亀藩儒臣の巌村秩（いわむらてつ）、加藤穀（かとうこく）らにより編纂が進められ、安政5年（1858年）に完成した。
内容は、讃岐国の国造、国司、守護（守護大名、戦国大名、近世大名）、細川氏被官（郡司、国人）、西讃の流寓、城郭、寺社、町郡村、古城、物産など多岐にわたる。守護の項目は丸亀藩主の京極氏に関するものが、寺社と町郡村の項目は各村から提出させた地誌選述を基にした地名の由来についての記述などが多い。